# 霍采尼

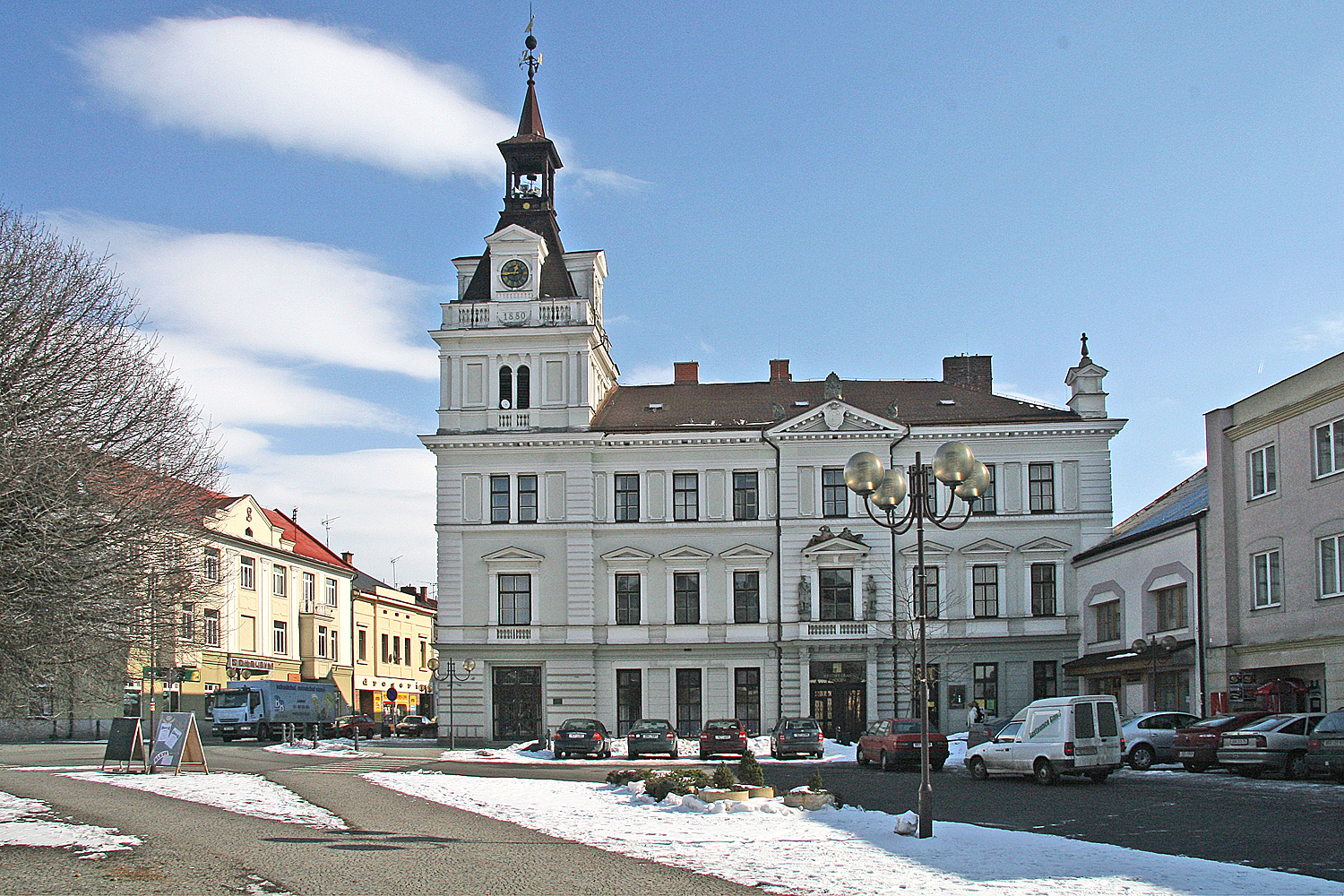

霍采尼是捷克的城鎮，位於該國北部，距離奧爾利采河畔烏斯季10公里，由帕爾杜比采州負責管轄，面積21.70平方公里，海拔高度290米，2006年人口9,000。

## 外部連結
- Municipal website (in Czech) （页面存档备份，存于）